# Haruchika Noguchi
Haruchika Noguchi (1911-1976) fue el fundador de seitai como una actividad cultural sobre la vida y la salud. La cultura seitai nació de la gran capacidad de intuición y observación de Noguchi. Captó la capacidad de autorregulación del organismo humano, físico y psíquico indivisibles.
Noguchi, a través de la observación del movimiento espontáneo que surge de nuestro organismo y es responsable de mantenernos vivos, descubrió cómo es la estructura y la sabiduría de la vida. Cultivó este movimiento mediante unas prácticas sencillas –katsugen undo y yuki– y desarrolló la orientación personal mediante la práctica del seitai-soho.

## Biografía
Haruchika  Noguchi nació el 7 de septiembre de 1911 en el barrio de Ueno, en el nordeste de Tokio. Fue el segundo de nueve hijos. Su nombre de nacimiento era Kinjiro («Hijo pequeño de oro»). Él mismo se lo cambió más tarde por Haruchika: Haru (晴: soleado, luminoso, parecido a la primavera), y Chika (哉), que es una terminación clásica de nombre masculino. De muy pequeño enfermó de difteria y perdió temporalmente el uso del habla. Entre los dos y los nueve años, vivió con su tío que era acupuntor y especialista en herboristería china.
En el año 1947, Haruchika Noguchi se casó por segunda vez con Akiko, hija de Fumimaro Konoe, que fue Primer ministro del Japón durante la Segunda Guerra Mundial; Konoe se suicidó unos meses después de acabar la guerra, en diciembre de 1945. Akiko dejó y se divorció de su primer marido, Duke Tadahide Shimazu, para casarse con Noguchi.

### Desarrollo profesional
Es durante su niñez que Noguchi se interesó por el magnetismo animal, el mesmerismo y la hipnosis, haciendo prácticas a partir de la lectura de libros. Desde los ocho o nueve años, estuvo interesado en la hipnosis y leyó mucho al respecto. Entendía que para restablecer la fuerza a una persona débil no había mejor forma que estimular el poder de la mente; tenía la firme creencia de que no había un poder mayor que el de la mente. Estaba totalmente acorde con el concepto mesmérico del magnetismo animal.
Noguchi explica algunas de sus experiencias sobre esta cuestión:
«Cuando estudiaba primero de primaria, el niño sentado a mi lado tenía dolor de muelas. Lo alivié posando la mano donde había el dolor. A partir de entonces, estuve convencido que el ki humano tiene poder curativo. Sabía que en mi vida tendría que dar forma a este concepto transmitiendo mi perspectiva a los otros. Cuando tenía once años, tenía un lema: "Si tienes algo en mente, esto pasará". Encontré que era mejor para una persona recibir inconscientemente una sugerencia, en lugar de sugerirle abiertamente algo, y esto me intrigó.»
En septiembre de 1923, a la edad de 12 años, Noguchi vivió el gran terremoto de Kantō (que afectó también Tokio). Esta experiencia fue determinante en su vida. La devastación de Tokio fue tan grande que parecía imposible separar los muertos de los vivos. Los cuerpos fueron llevados al parque Hibiya cerca de Ginza (un tipo de bulevar cómo el de los Campos Elíseos, en el corazón de Tokio) y despositados en el suelo. Noguchi observaba persona a persona, comunicando su ki con los dedos en el interior de la cabeza. Las personas que mostraron una reacción (cómo un parpadeo o una contracción muscular) fueron trasladadas a clínicas improvisadas. Las que no, eran consideradas muertas. Noguchi, que tenía entonces trece años, pasó a ser muy popular en el casco urbano de Tokio.
Noguchi empezó su autobiografía hablando de su niñez y del inicio de la práctica de yuki:
«He tenido una niñez ordinaria. A la edad de doce años, he visto los campos devastados por el fuego después del terremoto. Fue la primera vez que hice yuki».

### Niñez y adolescencia
Noguchi cogió la difteria cuando tenía dos años y llegó a perder el habla. Entre los dos y los nueve años vivió con su tío que era acupuntor. Como sus tíos no tenían hijos Noguchi se sintió querido. Pero cuando tenía ya nueve años, ellos tuvieron un hijo y tuvo que volver a su casa.
Noguchi no ha dejado testimonio sobre el periodo de su vida entre 1923 y 1926, fecha de la creación de su primer dōjō. Akiko evoca este periodo cómo el de "un jardín secreto que Noguchi no compartía ni con ella"; en este período entre los doce y los dieciséis años hay un vacío sobre lo que pasó. Por otra parte, Noguchi no tenía una auténtica necesidad de una biografía y todos sus escritos atestiguan su viaje espiritual y emocional; son la voz de su alma.
Akiko estaba interesada especialmente en la etapa en la que se originó el pensamiento de Noguchi y que denominó «el gran despertar». A pesar de la precocidad de aquel adolescente, ella concibe el origen en aquellos años de silencio de Noguchi. Cuenta que cuando iban en coche con Noguchi le confiaba fragmentos de recuerdos; pero cuando le pedía que hablara de aquel periodo entre los doce y los dieciséis años, él quedaba mudo y continuaban viajando en silencio. Probablemente, fue un periodo doloroso y mucha tristeza.

### Referentes en otras técnicas
A The Road Y walked, Haruchika Noguchi destacó algunas disciplinas que lo influyeron especialmente. En aquella época, había un buen número de terapias manuales originarias de América: la osteopatía, la espondiloterapia y la quiropráctica. También  había varias técnicas japonesas: appaku ryojutsu (Pressure Therapy o Terapia de presión), jikyōjutsu (Self-strengthening Therapy o Terapia de autoreforzamiento), seikihō (Living Ki Method o Método del ki vivo), ōatsubidōjutsu (The Arte of Pressure by Micro-movement o El arte de la presión por micromovimentos). Todas estas disciplinas de curación con las manos le cautivaban del mismo modo que los enfoques mentales como la hipnosis, la autosugestión, el psicoanálisis y el grito hipnótico (kiaijutsu). Y, sin embargo, en aquella época ya percibía que no había nada que aprender porque no eran más que técnicas que no le permitían acercarse a la vida.
Más adelante, Haruchika Noguchi recibió otras influencias para el desarrollo del seitai que practicó y enseñó después de la Segunda Guerra Mundial. En 1946, Noguchi fue invitado a dar conferencias sobre seitai y seitai sōhō en la Jefatura de Yamaguchi. Reunió sus notas y el 25 de abril de 1947 publicó un manuscrito con el título Un lector de seitai sōhō. Se habla de la creación de la Seitai Sōhō Kai a partir de la fundación de la Asociación de Practicantes Holísticos de Tokio. En la misma época fundamentó las bases de su teoría del taiheki, que son las conclusiones de su estudio sobre las características de la personalidad individual y cómo se manifiesta a través de la postura y el movimiento de cada individuo.

### Seitai
Después del juicio en Tokio sobre los crímenes de guerra, Noguchi se puso en contacto con las autoridades americanas de ocupación para ofrecer a los criminales de guerra de «clase 3» (“class C” para los americanos) una opción para evitar la prisión haciendo trabajos para el servicio público. Estas personas podían entrar en su asociación y practicar de manera desinteresada seitai entre los pobres. La vista de estos antiguos generales y almirantes practicando la medicina con las manos en los barrios en ruinas dio a la asociación una muy buena imagen a los ojos de la gente.
Noguchi tenía la gran convicción que la calidad de vida es más importante que su duración. Decía frecuentemente que «quién vive con alegría y vigor disfruta de un sueño tranquilo». En cuanto a él, esto era cierto de manera habitual, y tenía la perspectiva de una muerte sin ningún arrepentimiento. Fumaba y bebía mucho y murió joven, a los 65 años. Katsumi dice de él:
«Siempre llevo conmigo un par de frases muy simples, que Noguchi expresó bajo la idea de Zensei (la vida total): "Solo hay el sueño profundo para los que viven intensamente. Solo hay la muerte sosegada para los que así han vivido"».
Akiko Noguchi lo sobrevivió 28 años y fue la presidenta de la Seitai Kyōkai desde 1976 hasta su muerte en 2004. En el año 2019, el Consejo de Administración de esta sociedad contaba todavía entre sus miembros con el ex-Primero Ministro Morihiro Hosokawa.
En Francia y en diferentes ciudades de Europa como Madrid o Palma de Mallorca, su enseñanza ha sido en parte transmitida por Itsuo Tsuda, que dio a conocer entre otras prácticas uno de los cimientos del seitai, el katsugen undō, una práctica que se puede realizar «sin ningún conocimiento previo, sin técnica y sin ningún objetivo».

En Cataluña, el discípulo que ha difundido la obra de Noguchi ha sido Katsumi Mamine. Katsumi abrió un dojo en Barcelona en 1973 y trabajó intensamente hasta su muerte, en abril del 2020. Entre sus alumnos hay destacados artistas como Narciso Yepes, Lluís Claret, Antoni Ros-Marbà, Gerard Claret, o un alumno también de Noguchi, György Sebok. Yepes, poco antes de morir en 1997 dijo de Noguchi y el seitai:
«Estoy convencido que el seitai, legado por el maestro Noguchi, es la cultura espiritual más innovadora y significativa que ha recibido la Humanidad en este siglo.»

## Publicaciones
Noguchi nunca escribió libros, pero hay publicaciones sobre apuntes de sus conferencias. A partir de junio de 1948 se empezaron a publicar las transcripciones de sus discursos en una revista, Zensei (全生). El Zensei Trimestral (全生 季刊) solo salió con un número, en 1963. Fue sustituido por el Gekkan Zensei (月刊 全生), revista mensual publicada desde 1964. Hay una traducción al castellano de las revistas que publicó periódicamente el Dojo de Barcelona entre 1977 y 1992.
Las siguientes obras son compilaciones de notas recogidas por los estudiantes de Haruchika Noguchi.
- (en inglés) Order, Spontaneity and the Body per Haruchika Noguchi. Tokio, Japó, Zensei, 1985, rústica. ISBN 4-915417-00-X.
- (en inglés) Colds and their Benefits per Haruchika Noguchi. Tokio, Japó, Zensei, 1986, rústica. ISBN 4-915417-01-8.
- (en inglés) Scolding and Praising per Haruchika Noguchi. Tokio, Japó, Zensei, 1991, rústica. ISBN 4-915417-02-6.

Otros libros:
- (japonès) Heiko yokyu no ni hoko (Les dues direccions del desig equilibrador)
- (japonès) Gohoko no shigueki han osei (Les cinc dimensions de la capacitat vital de reacció als estímuls)
- (japonès) Ninguen no tankyu (Nova investigació de l’ésser humà)
- (japonès) Taiundo no kozo (L’estructura del moviment espontani)